# CF Extremadura
CF Extremadura was een Spaanse voetbalclub uit Almendralejo, Extremadura. Thuisstadion was het Estadio Francisco de la Hera met 12.000 plaatsen.

## Geschiedenis
CF Extremadura werd in 1924 opgericht en speelde de eerste dertig jaar in de lagere divisies. In 1954 werd voor het eerst promotie afgedwongen naar de Segunda División A (tweede klasse) en in deze divisie speelde CF Extremadura gedurende zeven seizoenen met een vijfde plaats als hoogste notering in 1958/1959. De club probeerde terug te promoveren, maar slaagde daar niet in en in 1970 degradeerde CF Extremadura weer naar regionaal niveau.
Midden jaren tachtig klom CF Extremadura weer wat omhoog en bereikte in 1991 de Segunda División B, wat gelijk staat met derde klasse, en kon in 1994 na lange afwezigheid terugkeren naar de tweede klasse. Daar speelden ook CD Badajoz en Mérida UD, beide clubs uit de streek Extremadura. Mérida was zelfs de eerste ploeg uit Extremadura om naar de Primera División te promoveren. CF Extremadura kon in 1996 ook van het eersteklasse-voetbal proeven nadat promotie werd afgedwongen. Het eerste seizoen in de Primera División (1996/97) moest CF Extremadura tegen degradatie vechten. Van de eerste 19 wedstrijden werd er slechts één gewonnen. Toen kwam Rafael Benítez de ploeg trainen en zorgde voor een ommekeer. Het kwaad was echter al geschied, maar de club speelde een goede terugronde en was maar één puntje verwijderd van de redding op het einde van het seizoen. De club werd zeventiende, de hoogste positie ooit in de clubhistorie. De terugkeer naar Segunda A was onder leiding van Benitez slechts een formaliteit en de ploeg promoveerde opnieuw, via een tweede plaats. De terugkeer naar de Primera División leverde wederom weinig vreugde. In de play-offs verloor de club echter van Rayo Vallecano en degradeerde. Na drie teleurstellende seizoenen in de Segunda División A degradeerde de club naar de Segunda División B. In het seizoen 2002/03 streed Extremadura nog voor een plaats in de play-offs, in de seizoenen daarna eindigt de club in de middenmoot. In het seizoen 2006/07 wordt de dalende lijn voortgezet en dient de club aan te treden voor een play-off om lijfsbehoud tegen UD Pájara Playas de Jandía. De tweestrijd wordt afgetekend verloren en Extremadura degradeert naar de Tercera División. In 2007/08 werd de club vanwege financiële problemen nog een divisie terug gezet en begon zodoende het seizoen in de tweede groep van de Preferente van Extremadura.
In 2010 ging de club failliet. In 2007 werd navolger Extremadura UD opgericht.

## Gewonnen prijzen
- Segunda División B: 1993/94
- Tercera División: 1953/54, 1965/66 en 1989/90

## Bekende (oud-)spelers
- David Belenguer
- Antonio Esposito
- Iván Gabrich
- Ronny Gaspercic
- Igor Gluščević
- Kiko Narváez
- Antoni Velamazán

## Bekende trainers
- Rafael Benítez